# Are You Looking for Action?
Are You Looking for Action? è un singolo del gruppo musicale britannico Kasabian, il terzo estratto dal loro sesto album in studio For Crying Out Loud, pubblicato il 21 aprile 2017.

## Video musicale
Il video ufficiale del brano, codiretto da Aitor Throup e Sing J Lee, è stato realizzato in una location segreta nella parte est di Londra con una tecnica mai impiegata prima per un video musicale: gli oltre 8 minuti di clip sono stati girati dal vivo in una sola volta e in un unico piano sequenza. È stato da prima trasmesso in tempo reale durante la sua realizzazione, in streaming, sulle pagine Facebook ufficiali dei Kasabian e della LADbible, azienda media britannica che ha collaborato alla produzione del video, il 9 maggio 2017. Parlando della particolare tecnica utilizzata per il video, il cantante Sergio Pizzorno ha detto:
Il video, ricco di riferimenti ai precedenti album, singoli e video dei Kasabian, è stato poi pubblicato su YouTube l'11 maggio 2017.

## Tracce
Testi e musiche di Sergio Pizzorno.
1. Are You Looking for Action? – 8:22

## Formazione
Kasabian
- Tom Meighan – voce
- Sergio Pizzorno – voce, chitarra, basso, sintetizzatore, programmazione
- Chris Edwards – basso
- Ian Matthews – batteria, percussioni

Altri musicisti
- Tim Carter – chitarra, organo, programmazione
- Andrew Kinsman – sassofono
- Fay Lovsky – cori